# Stigmella nigrata
Stigmella nigrata là một loài bướm đêm thuộc họ Nepticulidae. Nó được miêu tả bởi Meyrick năm 1913. Nó được tìm thấy ở Nam Phi (Nó đã dược miêu tả ở the Waterval Onder in Transvaal).
Ấu trùng ăn Ziziphus mucronatus. Chúng có thể ăn lá nơi chúng làm tổ.